# Miren Amuriza
Miren Amuriza Plaza (Bérriz, Vizcaya, 1 de marzo de 1990) es una bertsolari  (improvisadores populares de versos en vasco) y escritora española, hija del también bertsolari Xabier Amuriza.

## Biografía
Miren Amuriza ha vivido desde pequeña el mundo del bertso, ya que ha acompañado a sus padres, que son versolaris, de pueblo en pueblo viéndoles cantar. Sin embargo, sus padres nunca le han impulsado a seguir su misma pasión sino que ella misma de forma autónoma decidió comenzar en este mundo siguiendo los pasos de su padre Xabier el que siempre ha sido su principal punto de referencia.
En 2002 cantó por primera vez en público al participar en el Campeonato Escolar de Vizcaya, en la sala El Carmen de Bilbao, y en 2003 ya logró alzarse con el triunfo en la categoría de más jóvenes de este campeonato. Ese mismo año fue la primera vez que compartió escenario junto con su padre al cantar en la bertso-afari (cena amenizada con versos) de Andikoa.
En 2006 participó en el campeonato escolar de Vizcaya donde se proclamó campeona en la categoría de mayores y también formó parte del campeonato escolar de Euskadi donde quedaría finalista. Dos años más tarde consiguió el campeonato y haría su debut en el campeonato de Vizcaya de bertsos en el que ha participado en tres ocasiones obteniendo su mejor resultado en 2010 al quedar en tercer puesto.
Con su mayoría de edad aparece en televisión en la cadena ETB1 junto con otros versolaris de la talla de Xabier Amuriza, Jexux Arzallus, Amets Arzallus y Maddalen Arzallus participando en el programa Euskal Kantuen Gaua cantando la canción popular Gure Aitak amari.
En 2009 inició su participación en el campeonato nacional de «bertsos» llegando a la segunda fase.  
En 2010 con motivo del bertso eguna, junto con su amiga y también versolari Maddalen Arzallus, rindieron un sonado homenaje a sus madres.
En el campeonato de Vizcaya de 2016 creó un nuevo ritmo para los versos, versionando una canción de Chavela Vargas.
Amuriza es licenciada en Filología Vasca por la universidad de Vitoria y tiene un máster en Habilitación Docente en Educación Secundaria Obligatoria, trabajando de docente en la Universidad de Mondragón. Además de ser versolari, también le gusta escribir. Colabora con la asociación de versolaris trabajando como profesora en la escuela de versolaris dando clases a niños. 
Ha colaborado con la revista Anboto y la revista Argia escribiendo artículos de opinión, y actualmente colabora en el periódico Berria y ha colaborado con algunos grupos de música, cantando y escribiendo letras.
En cuanto a la literatura, en 2017 ganó el Premio Igartza por el proyecto  Paperezko txoriak.
En 2018 obtiene junto a Askoa Etxebarrieta la beca lanku para desarrollar el proyecto Tan takatan, un proyecto que intenta combinar la copla y el flamenco.

## Versolarismo
- Campeonato nacional de bertsos:

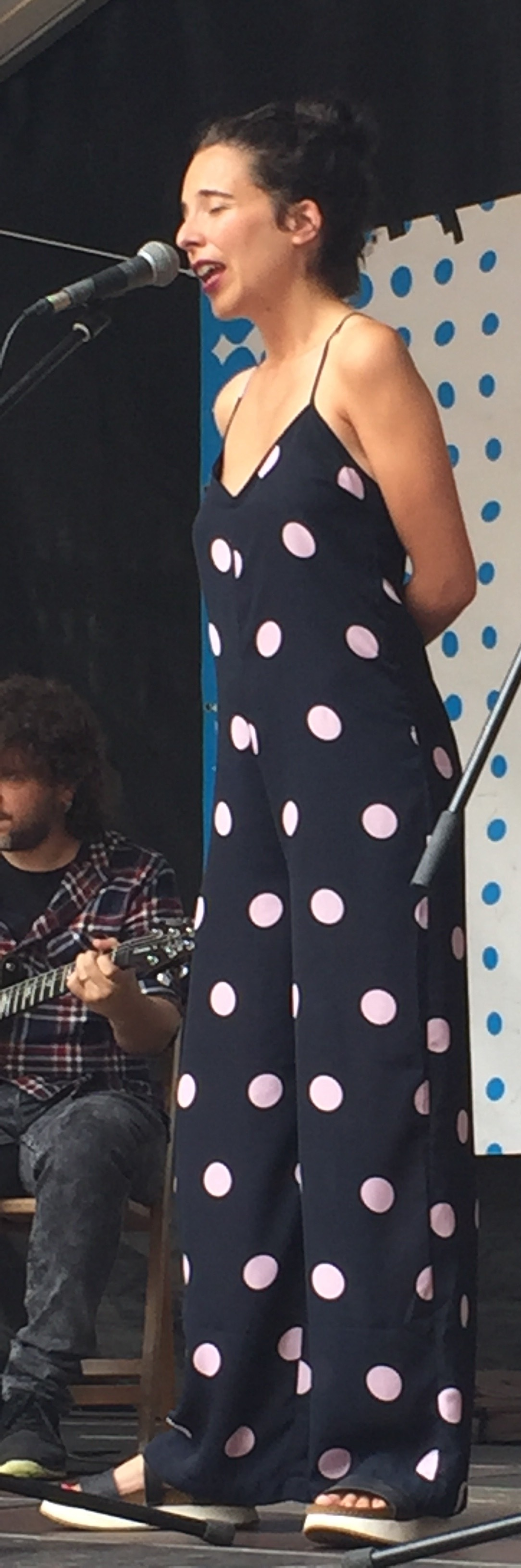
Miren Amuriza el 2018.

  - Bertsolari txapelketa nagusia 2009: semifinal, segunda fase.
  - Bertsolari txapelketa nagusia 2013: cuartos de final.
  - Bertsolari txapelketa nagusia 2017: semifinal, segunda fase.[8]

- Campeonato de versolaris de Vizcaya:
  - Campeonato de Vizcaya 2008: semifinal
  - Campeonato de Vizcaya 2010: finalista, tercer puesto
  - Campeonato de Vizcaya 2012: finalista, quinto puesto
  - Campeonato de Vizcaya 2014: semifinal
  - Campeonato de Vizcaya 2016: finalista, séptimo puesto

- Campeonato escolar de versolaris:
  - Campeonato escolar de Euskadi 2008: ganadora
  - Campeonato escolar de Euskadi 2006: segundo puesto
  - Campeonato escolar de Vizcaya 2006: ganadora (mayores)
  - Campeonato escolar de Vizcaya 2003: ganadora (pequeños)
  - Aña

## Literatura

### Obras
- Pupu eta Lore ikusi-makusi (Nor gara ?) (2016, Elkarlanean)
- Bainera bete itsaso (Album ilustratuak) (2016, Elkarlanean)[9]
- Badator korrika ! (Plaza ipuinak) (2016, Elkarlanean)
- Pirritx hizkuntza zer ote ? (Nor gara ?) (2016, Elkarlanean)
- Porrotx hizkuntzaren arnasa (Nor gara ?) (2016, Elkarlanean)
- Marimotots euskara ikasten (Nor gara ?) (2016, Elkarlanean)
- Patata, patata ! (Plaza ipuinak) (2016, Elkarlanean)
- Amalur (PIRRITX, PORROTX ETA MARIMOTOTS) (2016, Elkarlanean)
- Mattin eta Kattin (Familia mila kolore) (2018, Elkarlanean)
- Hodei (Familia mila kolore) (2018, Elkarlanean)
- Kakuenea (Familia mila kolore) (2018, Elkarlanean)
- Larunbata (FAMILIA MILA KOLORE) (2018, Elkarlanean)
- Basa  (2019, Elkarlanean).[10] Traducido al español: Basa por Miren Agur Meabe (2021, Consonni)
- Kolonutt (2020, Elkarlanean)

## Premios
- Premio Igartza: 2017.[6]